# Суходолье (платформа)
Суходо́лье (до 1948 — Нойтермаа, фин. Noitermaa) — платформа Приозерского направления Октябрьской железной дороги. Находится в 50 м к востоку от Приозерского шоссе — трассы А129, на северной окраине посёлка Соловьёвка, в 600 м к северо-западу от Соловьёвских озёр.
Расположена на однопутном участке между станциями Громово и Отрадное, с восточной стороны пути. Электрифицирована в 1975 году в составе участка Сосново — Приозерск.
На платформе останавливаются все проходящие через неё пригородные электропоезда, кроме скорых электропоездов Санкт-Петербург — Кузнечное. Билетных касс и зала ожидания на платформе нет.
Поэма "Нойтермаа", написанная про местность, по который названа платформа: [значимость факта?].

## Фотографии
- Вид в северном направлении, в сторону станции Отрадное
- Указатель старого типа с названием платформы
- Вид в южном направлении, в сторону станции Громово